# Lotus eriosolen
Lotus eriosolen là một loài thực vật có hoa trong họ Đậu. Loài này được (Maire) Mader & Podlech miêu tả khoa học đầu tiên.